# خانه سبز (مجموعه تلویزیونی)
خانۀ سبز یک مجموعۀ تلویزیونی ایرانی بود که در سال ۱۳۷۳-۱۳۷۴ تولید شد و در سال ۱۳۷۵ چهارشنبه شب‌ها ( آخر هفته ها ) از شبکۀ دو پخش می‌شد. این مجموعۀ تلویزیونی، کار مشترک بیژن بیرنگ و مسعود رسام از تهیه‌کنندگان تلویزیونی ایران است و در زمان پخش خود از پربیننده‌ترین برنامه‌های تلویزیونی بود.
داستان این مجموعه در مورد سه نسل از یک خانواده به همراه جد بزرگشان است که گاهی به صورت روح ظاهر می شود. این سه نسل در یک ساختمان زندگی و در کنار یکدیگر ماجراهای گوناگونی را تجربه می‌کنند.

## بازیگران
| بازیگر            | شخصیت      | نقش                                                |
| ----------------- | ---------- | -------------------------------------------------- |
| خسرو شکیبایی      | رضا صباحی  | وکیل دادگستری (شخصیت اصلی و راوی داستان)           |
| مهرانه مهین ترابی | عاطفه صدر  | وکیل دادگستری، همسر رضا، مادر فرید                 |
| داریوش اسدزاده    | آقاجون     | پدر رضا و نرگس                                     |
| حمیده خیرآبادی    | خانم جون   | مادر رضا و نرگس                                    |
| رامبد جوان        | فرید صباحی | فرزند رضا و عاطفه و همسر لیلی، و همچنین جد بزرگوار |
| آتنه فقیه نصیری   | لیلی       | همسر فرید                                          |
| اکرم محمدی        | نرگس       | خواهر رضا                                          |
| آرش نادی          | علی کوچولو | فرزند نرگس                                         |
| اسماعیل محرابی    | مجتبی      | معلم مدرسۀ علی و بعدها همسر نرگس                   |
| فرخ نعمتی         | پدر علی    | تنها در سه قسمت به صورت مهمان                      |
| مهین شهابی        |            | مادر مجتبی                                         |

## عوامل تولید
- کارگردانان: بیژن بیرنگ - مسعود رسام
- مشاور روان‌شناسی: عیسی جلالی
- گریم: مریم شکرایی - همایون ایزدپناه
- خواننده: علی تفرشی
- نویسنده و کارگردان اول : بیژن بیرنگ
- مدیر تولید و کارگردان دوم : مسعود رسام
- طراح صحنه و لباس: ملک‌جهان خزایی
- طراح نور: منوچهر شمسایی
- صدا: رضا کشاورز
- دستیار کارگردان و برنامه‌ریز: همایون ایزدپناه
- تصویربرداران: محمد رضا کاظمی - سهیل نوروزی
- موسیقی: بهرام دهقانیار
- تدوین: حسین احمدی

## درباره سریال
در ابتدا قرار بود مهدی هاشمی در این سریال ایفاگر نقش رضا صباحی و راوی داستان باشد؛ اما در نهایت این خسرو شکیبایی بود که برای سریال برگزیده شد و یکی از بهترین نقش آفرینی‌های خود را پس از سریال روزی روزگاری در تلویزیون رقم زد.
سری دوم این مجموعۀ تلویزیونی با نام سرزمین سبز نیز در سال ۱۳۸۶ برای مدتی از شبکۀ دو پخش شد.این مجموعۀ تلویزیونی در ۱۳ قسمت تولید شد. مجموعۀ تلویزیونی سرزمین سبز برای بار دوم در آبان ماه سال ۱۳۹۹ از شبکۀ نسیم و در ادامۀ مجموعۀ تلویزیونی خانۀ سبز پخش شد.